# Rörtjärnen (Degerfors socken, Västerbotten, 715408-169170)
Rörtjärnen är en sjö i Vindelns kommun i Västerbotten och ingår i Umeälvens huvudavrinningsområde.